# Koločep
Isla Koločep o Calamotta es una de las tres islas habitadas del grupo Elaphiti situada cerca de la ciudad de Dubrovnik. Koločep es la isla más meridional habitado en Croacia y se conoce localmente como «Kalamota».
La isla de Koločep se encuentra a una distancia de 1 km del punto más cercano en el continente y sobre la misma distancia de la península de Lapad, más al este hacia la ciudad de Dubrovnik en sí.